# Naturpark Mecklenburgisches Elbetal

Logo

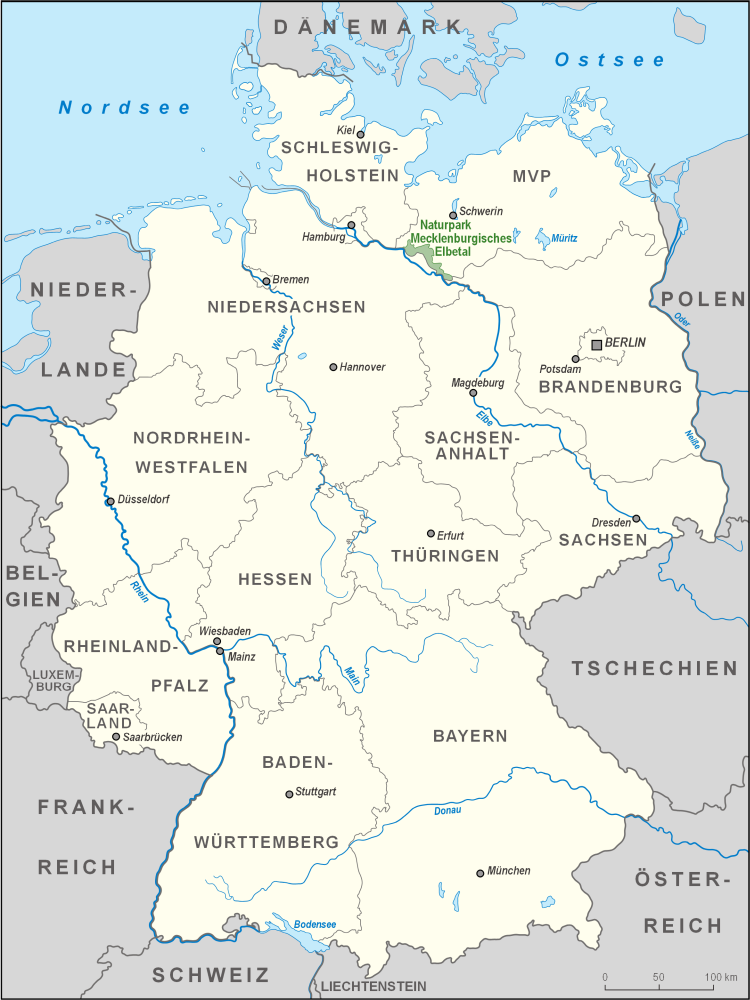
Lage des Naturparks Mecklenburgisches Elbetal

Der Naturpark Mecklenburgisches Elbetal war ein Naturpark im Landkreis Ludwigslust-Parchim in Mecklenburg-Vorpommern. Er existierte mit der Verordnung zur Festsetzung des Naturparks „Mecklenburgisches Elbetal“ vom 5. Februar 1998 bis zum 31. Januar 2015. Er war Teil des 400 Flusskilometer langen UNESCO-Biosphärenreservates Biosphärenreservat Flusslandschaft Elbe, zu dem die fünf Bundesländer Sachsen-Anhalt, Brandenburg, Niedersachsen, Mecklenburg-Vorpommern und Schleswig-Holstein gehören.
Der Naturpark befand sich am rechtsseitigen Elbeufer bei Elbe-km 502–511 und 555–565 sowie zwischen den Landesgrenzen Schleswig-Holsteins und Brandenburgs. Innerhalb des Gebietes liegen die Orte Boizenburg/Elbe, Lübtheen und Dömitz.
Er wurde am 15. Mai 1990 mit einer vorläufigen Sicherung des Bezirkstages Schwerin als 1.222 km² großer Naturschutzpark „Mecklenburgisches Elbetal“ ins Leben gerufen. Nach der Wiedervereinigung Deutschlands und der damit verbundenen Länderbildung sowie der späteren Rückgliederung von Gemeinden kamen große Teile des geplanten Naturparkes zu Brandenburg und zu Niedersachsen. 
Schließlich wurde er mit einer Fläche von 426 km² am 5. Februar 1998 durch eine Landesverordnung festgesetzt. 

## Naturausstattung
Charakteristisch und ausschlaggebend für die Unterschutzstellung war die ursprüngliche Flusslandschaft des Elbestroms mit seinen Nebenflüssen Schaale, Sude, Krainke, Rögnitz, Löcknitz und der Müritz-Elde-Wasserstraße. Besonderheit waren die Binnendünengebiete mit Sandtrockenrasen, Wäldern und Heiden sowie die steilen Elbuferhänge bei Boizenburg (Vier) und Rüterberg (Dömitz), die von den Aussichtstürmen eine Panoramasicht auf die Elbaue boten. 

## Aktueller Schutzstatus
Mit der Verordnung des „Gesetzes über das Biosphärenreservat Flusslandschaft Elbe-Mecklenburg-Vorpommern“ vom 15. Januar 2015 mit Veröffentlichung am 23. Januar 2015 im Gesetz- und Verordnungsblatt des Landes Mecklenburg-Vorpommern wurde ein großer Teil des Naturparkes als Biosphärenreservat landesrechtlich gesichert. Seit dem 1. Februar 2015 wird das UNESCO-Biosphärenreservat Flusslandschaft Elbe-Mecklenburg-Vorpommern gemeinsam mit dem Biosphärenreservat Schaalsee als Biosphärenreservatsamt Schaalsee-Elbe mit Sitz in Zarrentin am Schaalsee verwaltet.

## Naturschutzgebiete

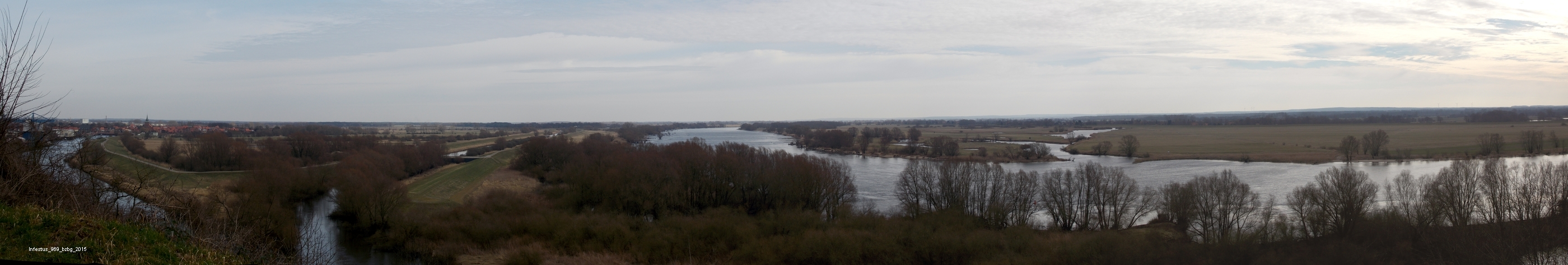
Blick auf den Naturpark

Es gab 13 Naturschutzgebiete, die ganz oder anteilig im Naturpark lagen:
- Binnendünen bei Klein Schmölen (113 ha)
- Bollenberg bei Gothmann (47 ha)
- Bretziner Heide (31 ha)
- Elbdeichvorland (143 ha)
- Elbhang Vierwald (158 ha)
- Krainke von Quelle bis Mündung in die Sude (21 ha)
- Löcknitztal-Altlauf (235 ha)
- Rögnitzwiesen bei Neu Lübtheen (206 ha)
- Rüterberg (418 ha)
- Schaalelauf (538 ha)
- Schaaleniederung von Zahrendorf bis Blücher (166 ha)
- Sudeniederung zwischen Boizenburg und Besitz (1008 ha)
- Togerwiesen bei Garlitz (37 ha)

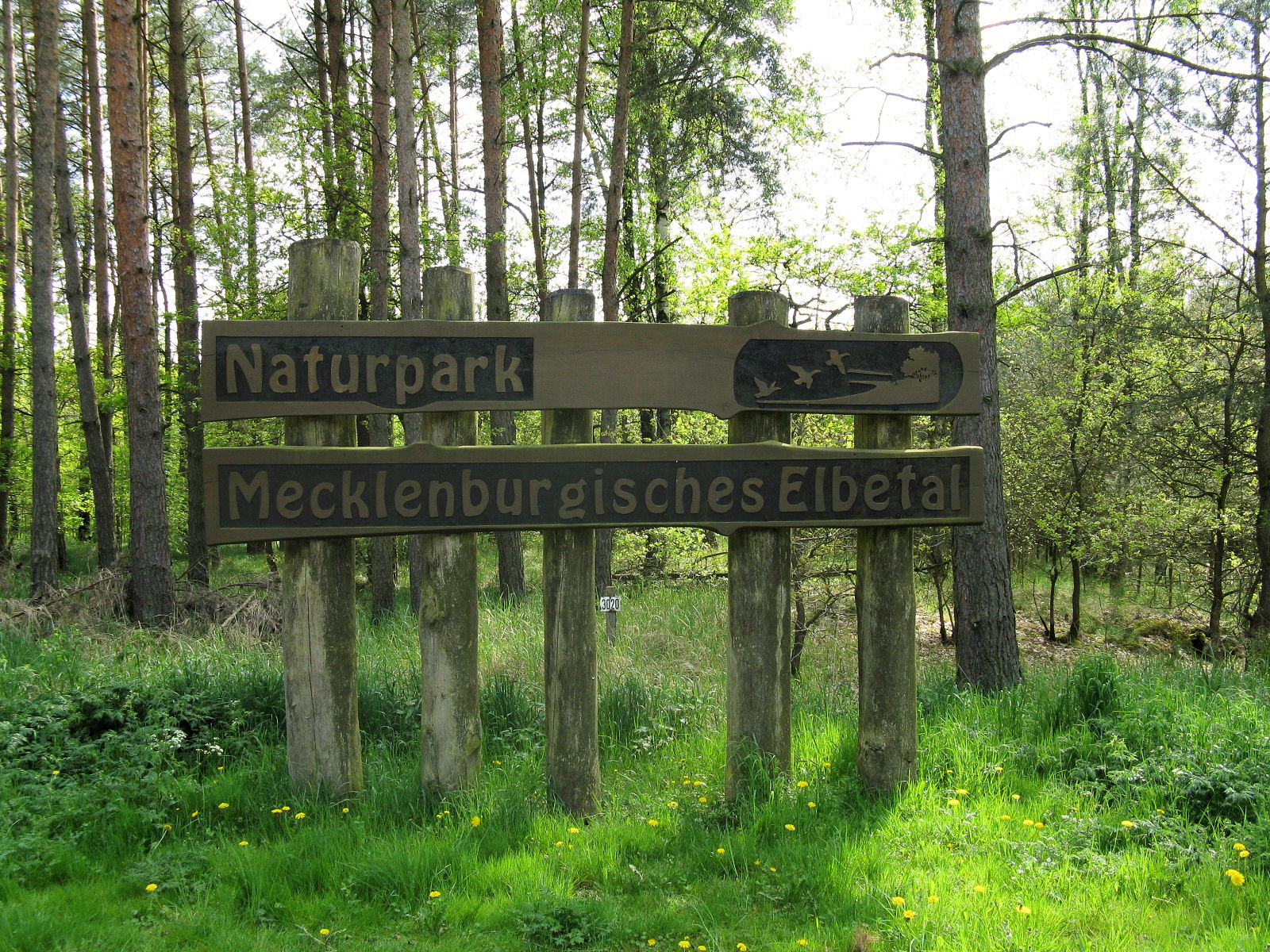
Naturparkschild nahe Klein Schmölen
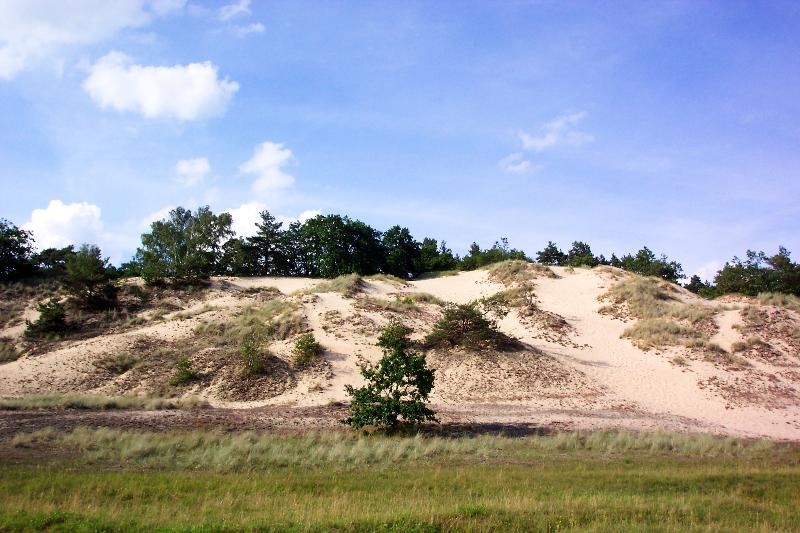
Binnendünen bei Klein Schmölen
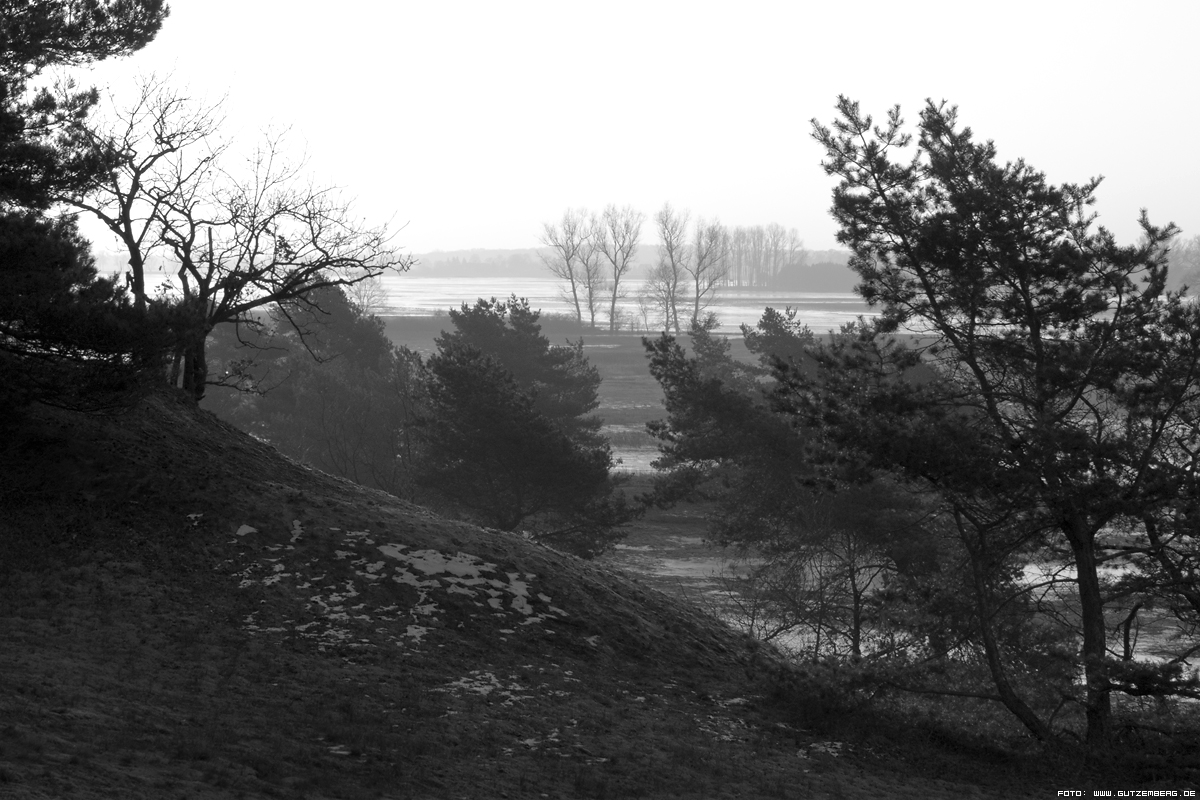
Bollenberg bei Gothmann